# Eleonora Bretaňská (1241)
Eleonora Bretaňská (bretonsky Eleonora Breizh, francouzsky Aliénor de Bretagne, 1182/84? – 10. srpna 1241) byla hraběnka z Richmondu. a dědička Bretaně. Většinu svého života strávila jako zajatkyně králů Jana Bezzemka a Jindřicha III. na anglické půdě.

## Život

### Dětství a mládí
Narodila se jako dcera anglického prince a bretaňského vévody Geoffroye II. z rodu Plantagenetů a Konstancie, dědičky Bretaně, dcery Conana Bretaňského. Eleonořin otec Geoffroy, pátý syn anglického krále Jindřicha Plantageneta, se roku 1186 během revolty vůči otci zdržoval v Paříži. Zúčastnil se tam rytířského klání, při kterém přišel o život. Ovdovělá Konstancie se poté ještě dvakrát provdala.
Po smrti Eleonořina otce zbyli králi Jindřichovi pouze dva synové, starší Richard Lví srdce a mladší Jan Bezzemek. Richard se stal roku 1189 králem Anglie a krátce po své korunovaci odjel na křížovou výpravu do Svaté země. Při návratu z kruciáty byl v prosinci 1192 u Vídně zajat lidmi rakouského vévody Leopolda V. a uvržen do vězení. 6. ledna 1193 se v Řezně setkal císař Jindřich VI. se svým vznešeným zajatcem. V únoru 1193 bylo dohodnuto, že Anglie zaplatí za propuštění svého krále císaři 100 000 hřiven stříbra a polovinu z této částky dostane vévoda Leopold Babenberský jako věno Eleonory Bretaňské, která se měla provdat za jeho syna.
| „                                                             | ... tato dcera bratra anglického krále pak na svátek svatého Michaela bude představena jednomu z mých synů, kterého k tomu vyberu... | “ |
| — vévoda Leopold (dohoda mezi Leopoldem a císařem Jindřichem) | |   |

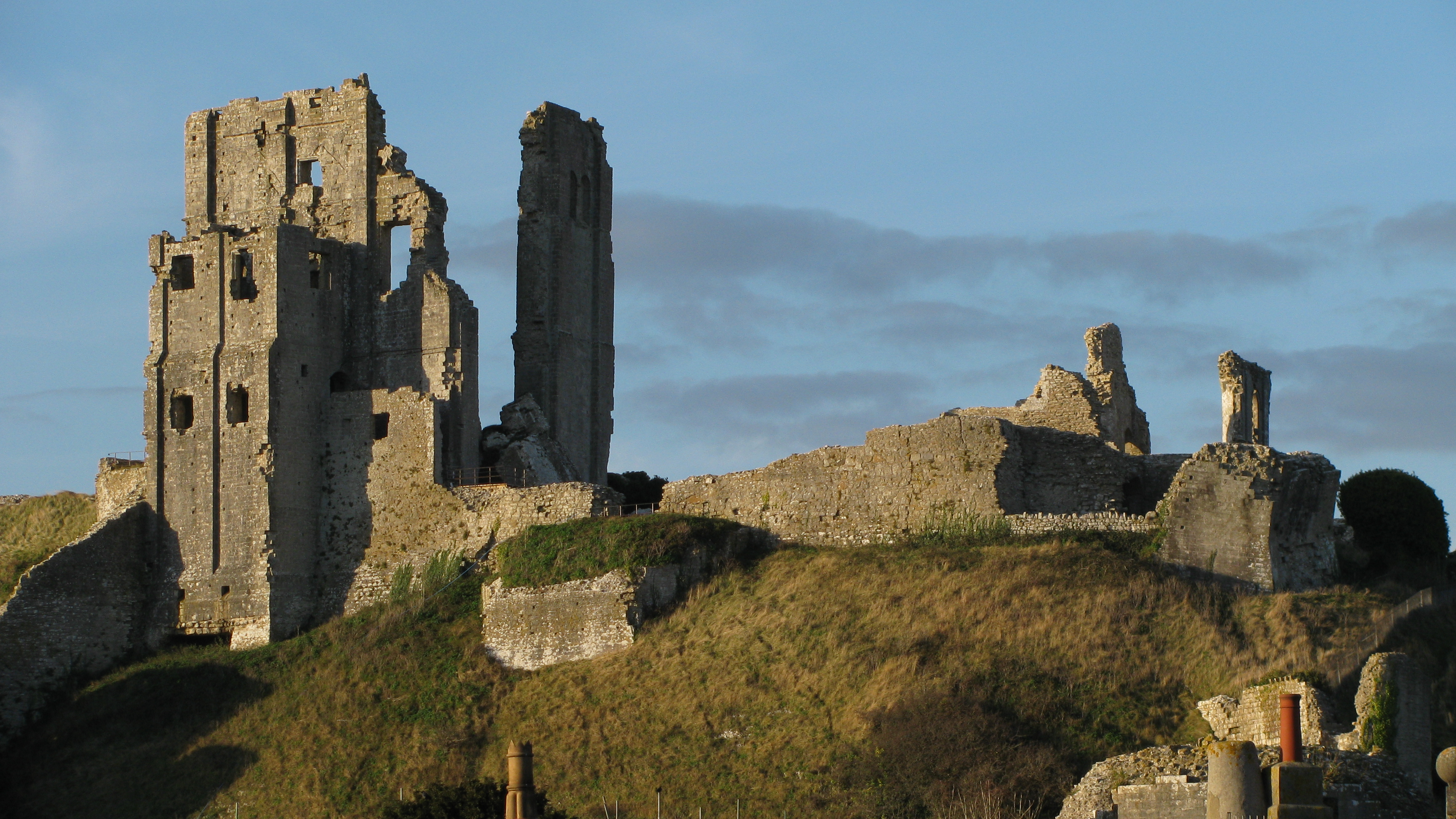
Zřícenina hradu Corfe

Zároveň anglický král slíbil propuštění svých kyperských zajatců - Izáka Komnéna a jeho dcery, kteří byli příbuznými rakouského vévody. V únoru 1194 byl anglický král konečně propuštěn.
V definitivní dohodě sepsané v červnu 1193 ve Wormsu byl Richardův slib, že do sedmi měsíců od svého propuštění pošle svou neteř Eleonoru Bretaňskou synovi rakouského vévody, aby s ní mohl uzavřít manželství. Pokud by se nevěsta ženichovi nezamlouvala, bude Richard slibu zbaven. V prosinci 1194 se tedy Eleonora v doprovodu dcery svrženého Izáka vydala na dlouhou cestu do Rakous. Babenberský vévoda Leopold však 26. prosince spadl z koně a po neúspěšné amputaci zanícené nohy zemřel. Eleonořin průvodce Balduin z Béthune po obdržení této zprávy vydal příkaz k návratu do Francie a Leopoldův syn se své nevěsty nedočkal. O rok později se měl v rámci anglicko-francouzské mírové smlouvy stát Eleonořiným manželem francouzský princ Ludvík. I z této svatby sešlo.

### Zajetí a věznění
Richard Lví srdce zemřel roku 1199 a zanechal po sobě dva dědice - bratra Jana Bezzemka a Eleonořina bratra Artura, kteří se pustili do bojů o tučné dědictví. V létě roku 1202 se mladičký Artur dopustil chyby a oblehl svou babičku Eleonoru Akvitánskou na hradě Mirebeau. Král Jan svou matku záhy osvobodil a Artura společně s dalšími spiklenci zajal. Eleonora byla v zajetí pravděpodobně již předtím.[zdroj?] Dědičkou Bretaně se po Arturově brzké smrti stala za podpory bretaňských baronů a duchovenstva Eleonořina nevlastní sestra Alix z Thouars.
Eleonora byla na příkaz strýce Jana odvezena do anglického hrabství Dorset na hrad Corfe, kde byla vězněna za poměrně dobrých podmínek. Nesměla se však přes svou opěvovanou krásu - měla přezdívku "bretaňská perla" (Pearl of Brittany nebo také Fair Maid of Brittany) - nikdy provdat a byla přísně hlídána ještě jako starší žena.
Zda byla Eleonora až do své smrti roku 1241 vězněna jen na hradě Corfe, není zcela jasné. Některé zdroje uvádějí jako místo jejího věznění po celou dobu 39 let hrad v Bristolu. Dokumenty krále Jindřicha III., syna Jana Bezzemka a Eleonořina věznitele po Janově smrti, uvádějí hrad Gloucester jako místo jejího nuceného pobytu a sumu 117 liber, která byla za celou dobu na tomto místě za Eleonoru vydána. Zemřela v srpnu 1241 a byla pohřbena nejdříve v převorství sv. Jakuba v Bristolu a poté v klášteře Amesbury. Král Jindřich po jejím skonu věnoval klášteru peníze a pozemky, jež měly zaručit pravidelné bohoslužby vedoucí ke spáse duše zesnulé i jejího bratra Artura Bretaňského.
Jindřicha III. nařídil Amesbury uctít Artura a Eleanora spolu se všemi královnami 1268.

## Vývod z předků
|                    |                            |  |                   |                                      |  |  |  |  |  |  |  | Fulko V. z Anjou |
|                    |                            |  |                   |                                      |  |  |  |  |  |  |  |                  |
|                    | Geoffroy V. z Anjou        |  |                   |                                      |  |  |  |  |  |  |  |                  |
|                    |                            |  |                   |                                      |  |  |  |  |  |  |  |                  |
|                    |                            |  |                   | Ermengarda z Maine                   |  |  |  |  |  |  |  |                  |
|                    |                            |  |                   |                                      |  |  |  |  |  |  |  |                  |
|                    | Jindřich II. Plantagenet   |  |                   |                                      |  |  |  |  |  |  |  |                  |
|                    |                            |  |                   |                                      |  |  |  |  |  |  |  |                  |
|                    |                            |  |                   | Jindřich I. Anglický                 |  |  |  |  |  |  |  |                  |
|                    |                            |  |                   |                                      |  |  |  |  |  |  |  |                  |
|                    | Matylda Anglická           |  |                   |                                      |  |  |  |  |  |  |  |                  |
|                    |                            |  |                   |                                      |  |  |  |  |  |  |  |                  |
|                    |                            |  |                   | Matylda Skotská                      |  |  |  |  |  |  |  |                  |
|                    |                            |  |                   |                                      |  |  |  |  |  |  |  |                  |
|                    | Geoffroy II. Bretaňský     |  |                   |                                      |  |  |  |  |  |  |  |                  |
|                    |                            |  |                   |                                      |  |  |  |  |  |  |  |                  |
|                    |                            |  |                   | Vilém IX. Akvitánský                 |  |  |  |  |  |  |  |                  |
|                    |                            |  |                   |                                      |  |  |  |  |  |  |  |                  |
|                    | Vilém X. Akvitánský        |  |                   |                                      |  |  |  |  |  |  |  |                  |
|                    |                            |  |                   |                                      |  |  |  |  |  |  |  |                  |
|                    |                            |  |                   | Filipa z Toulouse                    |  |  |  |  |  |  |  |                  |
|                    |                            |  |                   |                                      |  |  |  |  |  |  |  |                  |
|                    | Eleonora Akvitánská        |  |                   |                                      |  |  |  |  |  |  |  |                  |
|                    |                            |  |                   |                                      |  |  |  |  |  |  |  |                  |
|                    |                            |  |                   | Aimery I. z Châtellerault            |  |  |  |  |  |  |  |                  |
|                    |                            |  |                   |                                      |  |  |  |  |  |  |  |                  |
|                    | Eleonora ze Châtelleraultu |  |                   |                                      |  |  |  |  |  |  |  |                  |
|                    |                            |  |                   |                                      |  |  |  |  |  |  |  |                  |
|                    |                            |  |                   | Dangerosa de l'Isle Bouchard         |  |  |  |  |  |  |  |                  |
|                    |                            |  |                   |                                      |  |  |  |  |  |  |  |                  |
| Eleonora Bretaňská |                            |  |                   |                                      |  |  |  |  |  |  |  |                  |
|                    |                            |  |                   |                                      |  |  |  |  |  |  |  |                  |
|                    |                            |  | Štěpán z Tréguier |                                      |  |  |  |  |  |  |  |                  |
|                    |                            |  |                   |                                      |  |  |  |  |  |  |  |                  |
|                    | Alan, 1. hrabě z Richmondu |  |                   |                                      |  |  |  |  |  |  |  |                  |
|                    |                            |  |                   |                                      |  |  |  |  |  |  |  |                  |
|                    |                            |  |                   | Hedvika de Guingamp                  |  |  |  |  |  |  |  |                  |
|                    |                            |  |                   |                                      |  |  |  |  |  |  |  |                  |
|                    | Conan IV. Bretaňský        |  |                   |                                      |  |  |  |  |  |  |  |                  |
|                    |                            |  |                   |                                      |  |  |  |  |  |  |  |                  |
|                    |                            |  |                   | Conan III. Bretaňský                 |  |  |  |  |  |  |  |                  |
|                    |                            |  |                   |                                      |  |  |  |  |  |  |  |                  |
|                    | Berta Bretaňská            |  |                   |                                      |  |  |  |  |  |  |  |                  |
|                    |                            |  |                   |                                      |  |  |  |  |  |  |  |                  |
|                    |                            |  |                   | Matylda FitzRoyová                   |  |  |  |  |  |  |  |                  |
|                    |                            |  |                   |                                      |  |  |  |  |  |  |  |                  |
|                    | Konstancie Bretaňská       |  |                   |                                      |  |  |  |  |  |  |  |                  |
|                    |                            |  |                   |                                      |  |  |  |  |  |  |  |                  |
|                    |                            |  |                   | David I. Skotský                     |  |  |  |  |  |  |  |                  |
|                    |                            |  |                   |                                      |  |  |  |  |  |  |  |                  |
|                    | Jindřich Skotský           |  |                   |                                      |  |  |  |  |  |  |  |                  |
|                    |                            |  |                   |                                      |  |  |  |  |  |  |  |                  |
|                    |                            |  |                   | Matylda z Huntingdonu                |  |  |  |  |  |  |  |                  |
|                    |                            |  |                   |                                      |  |  |  |  |  |  |  |                  |
|                    | Markéta z Huntingdonu      |  |                   |                                      |  |  |  |  |  |  |  |                  |
|                    |                            |  |                   |                                      |  |  |  |  |  |  |  |                  |
|                    |                            |  |                   | Vilém de Warenne, 2. hrabě ze Surrey |  |  |  |  |  |  |  |                  |
|                    |                            |  |                   |                                      |  |  |  |  |  |  |  |                  |
|                    | Ada de Warenne             |  |                   |                                      |  |  |  |  |  |  |  |                  |
|                    |                            |  |                   |                                      |  |  |  |  |  |  |  |                  |
|                    |                            |  |                   | Alžběta z Vermandois                 |  |  |  |  |  |  |  |                  |
|                    |                            |  |                   |                                      |  |  |  |  |  |  |  |                  |